# (7378) Herbertpalme
(7378) Herbertpalme est un astéroïde de la ceinture principale.

## Description
(7378) Herbertpalme est un astéroïde de la ceinture principale. Il fut découvert le 2 mars 1981 à Siding Spring par Schelte J. Bus. Il présente une orbite caractérisée par un demi-grand axe de 3,14 UA, une excentricité de 0,13 et une inclinaison de 1,3° par rapport à l'écliptique.

## Compléments